# Jeff Ward
Jeff Ward (18 de noviembre de 1962 – 19 de marzo de 1993) fue un baterista estadounidense, quien tocó con una cantidad de bandas de rock incluyendo Hammeron, Nine Inch Nails, Revolting Cocks, Ministry, Lard y Low Pop Suicide.
Se suicidó el 19 de marzo de 1993, en gran medida debido a su adicción a la heroína. Se encerró en su coche en el garaje con el motor en marcha, muriendo por intoxicación por monóxido de carbono. Muchos álbumes de la época tienen dedicatorias para él, como Linger Ficken' Good de Revolting Cocks, The Downward Spiral de Nine Inch Nails, Filth Pig de Ministry o Pure Chewing Satisfaction de  Lard. Además su amigo y compañero en Nine Inch Nails, Richard Patrick, le dedica la canción "It's Over" de su banda Filter.